# Thaisa Serafini
Pour les articles homonymes, voir Serafini.
Thaisa Serafini , née le 14 février 1985 à Caxias do Sul, est une joueuse professionnelle de squash représentant le Brésil. Elle atteint en décembre 2012, la 56e place mondiale sur le circuit international, son meilleur classement. 